# Траншель, Владимир Андреевич
Владимир Андреевич (Вальдемар Генрихович) Траншель (4 [16] января 1868 — 21 января 1942) — ботаник, миколог, один из авторов «Энциклопедического словаря Брокгауза и Ефрона».
Занимался, главным образом, изучением флоры грибов России. В. А. Траншель предложил метод изучения разнохозяйности у ржавчинных грибов, ныне используемый во всём мире.

## Путь в науке
Родился 4 (16) января 1868 года. По окончании курса в Санкт-Петербургском университете в 1889 году исполнял должность ассистента по кафедре споровых растений. С 1892 года состоял ассистентом по ботанике в Санкт-Петербургском лесном институте, а с 1898 года — ассистентом по кафедре морфологии и систематики растений в Варшавском университете и преподавателем в Варшавском ветеринарном институте.
Вместе с А. А. Ячевским и В. Л. Комаровым с 1895 года издавал гербарий русских грибов.
С 1900 года Владимир Андреевич Траншель состоял учёным хранителем Ботанического музея Императорской академии наук по отделу споровых растений, позже работал в Ботаническом институте Академии наук СССР, где в 1912 году стал старшим ботаником и сохранил эту должность до своей смерти в 1942 году.
Собрал ценный гербарий споровых растений. В 1900 году он исследовал Кыргызстан и собирал растения на Алайском и Заалайском хребтах. Дважды, в 1927 и 1929 годах, он путешествовал по Уссурийскому и Приморскому краю. Интенсивно исследовал территорию Крыма. Он также был в ботанической экспедиции в Судане.

## Научные труды

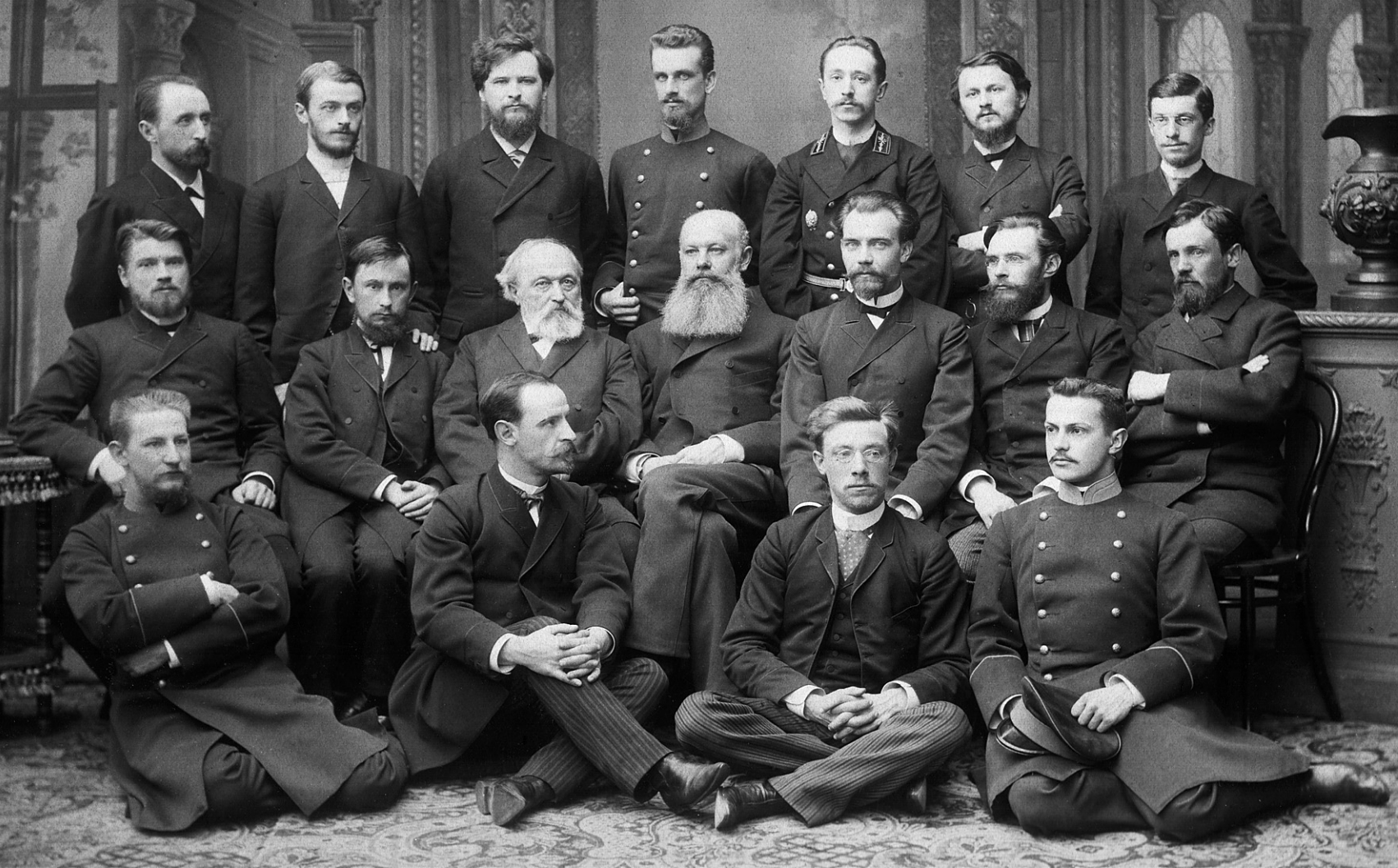
Ученики А. В. Советова и В. В. Докучаева

Основные труды посвящены вопросам систематики и биологии грибов, преимущественно ржавчинных. Описал свыше 100 новых видов грибов, выяснил цикл развития (разнохозяйственность) многих ржавчинных грибов (например, карликовой ржавчины ячменя, вишнёвой ржавчины), разрабатывал ряд вопросов филогении цветковых растений на основании анализа паразитирующих на них ржавчинников; предложил новый морфологический метод («метод Траншеля»), с помощью которого представляется возможность предвидеть второго хозяина разнохозяйственных ржавчинных грибов. Свои многолетние исследования обобщил в труде «Обзор ржавчинных грибов СССР» (1939).
- К флоре ржавчинных грибов Архангельской и Вологодской губерний // Бот. записки, изд. при ботаническом саде Имп. Санкт-Петербургского ун-та. — 1890—1892. — Т. III.
- Новые или малоизвестные ржавчинные грибы // Бот. записки, изд. при ботаническом саде Имп. Санкт-Петербургского ун-та. — 1890—1892. — Т. III.
- Флора ржавчинных грибков (Uredineae) Санкт-Петербургской губернии // Бот. записки, изд. при ботаническом саде Имп. Санкт-Петербургского ун-та. — 1891. — Т. III, вып. II. — вместе с Х. Я. Гоби.
- О телейтоспорах грибов Undo arcticus Lag., Uredo Agrimoniae DC. и Melampsora Alni Thüm. // Бот. записки, изд. при ботаническом саде Имп. Санкт-Петербургского ун-та. — 1895. — Т. IV.
- Флора Падов / Под ред. В. В. Докучаева. — СПб., 1894.
- Culturversuche mit Caeoma interstitialis Schlecht // Hedwigia. — 1893.
- Peronospora Corollae n. sp. // Hedwigia. — 1895.
- Zwei neue Ascomyceten-Gattungen // Hedwigia. — 1899.
- Обзор ржавчинных грибов СССР. — М. — Л., 1939.
- Кернер фон-Марилаун А. Жизнь растений. В двух томах / Пер. со 2-го, вновь переработ. и дополн. нем. изд., с библиогр. указ. и ориг. дополн. А. Генкеля и В. Траншеля, под ред. засл. проф. И. П. Бородина. — СПб.: Книгоиздат. т-во «Просвещение», 1899—1903.